# 京成金町站

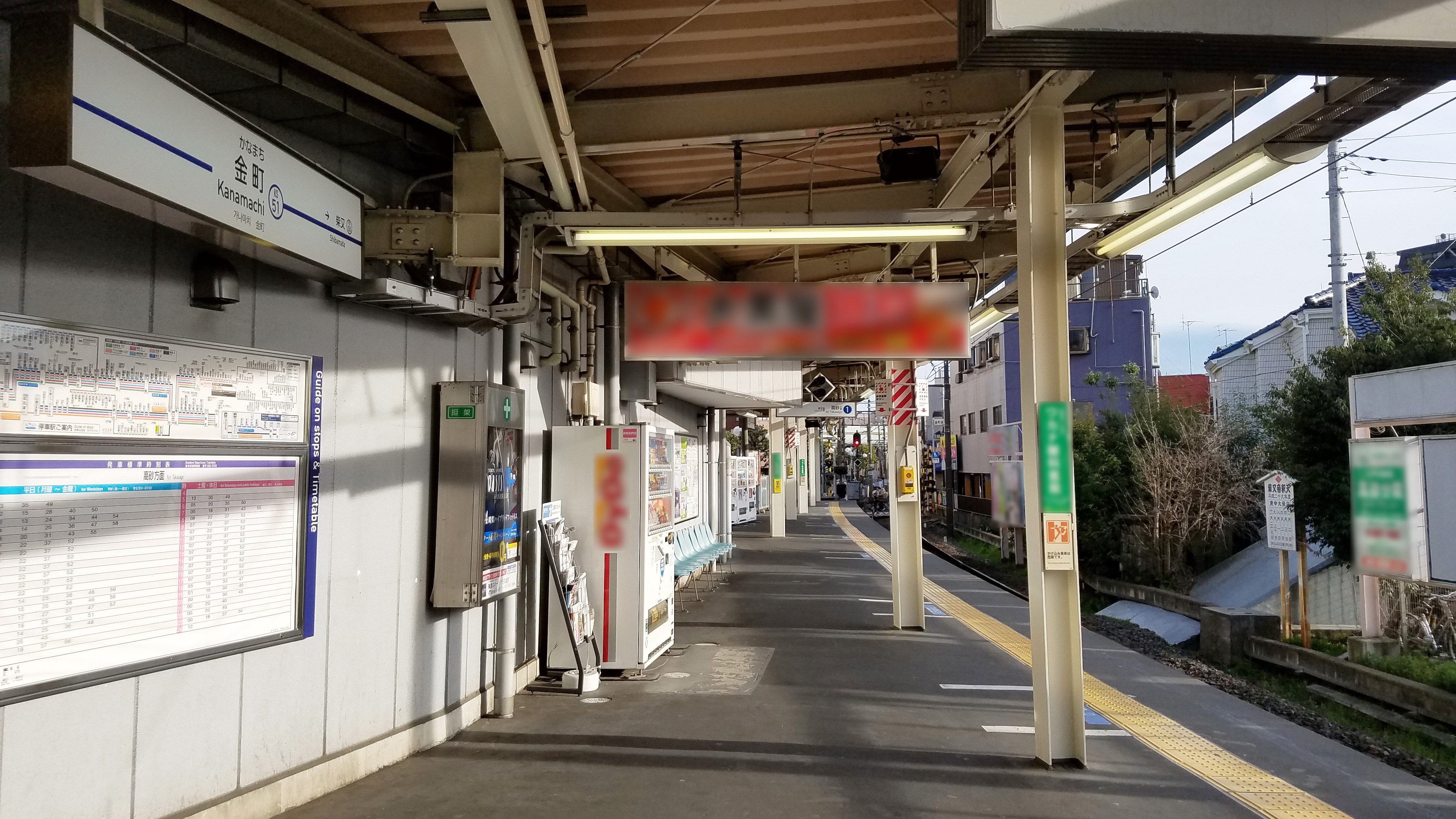
月台（2017年3月）

京成金町站（日语：／ Keisei-kanamachi eki */?）是位於東京都葛飾區金町，屬於京成電鐵金町線的鐵路車站。車站編號是KS51。旅客資訊通常採用省略「京成」二字的「金町」。本站與JR金町站雖然不共構，但只有一條道路之隔，可以互相轉乘。兩站也同為定期乘車券連絡站，可購買連絡定期乘車券。

## 年表
金町線前身帝釋人車軌道金町站在1899年（明治32年）12月17日開業。
- 1913年（大正2年）10月21日 - 京成電氣軌道柴又延伸至板站，金町站開業。
- 1931年（昭和6年）11月18日 - 更名為京成金町站。

## 車站構造
本站為港灣式單線月台1面1線的地面車站，列車直接在月台折返。由於幅地狹小，軌道彎曲也較大，因此月台僅能停靠4節編組，無法延長。此站是站長配置站，並管理金町管內的柴又站。

### 月台配置
| 月台 | 路線   | 方向 | 目的地   |
| ---- | ------ | ---- | -------- |
| 1    | 金町線 | 上行 | 高砂方向 |

## 使用情況
2016年度1日平均上下車人次為25,442人，是京成線所有69個車站當中第16位。車站內的海報等的廣告揭載收費顯示其為本線、押上線以外唯一的「特級車站」。
近年1日平均上下、上車人次推移如下表。
| 年度               | 1日平均 上下車人次 | 1日平均 上車人次 | 來源     |
| ------------------ | ------------------ | ---------------- | -------- |
| 1990年（平成02年） |                    | 18,523           | [ * 1 ]  |
| 1991年（平成03年） |                    | 15,839           | [ * 2 ]  |
| 1992年（平成04年） |                    | 18,381           | [ * 3 ]  |
| 1993年（平成05年） |                    | 17,839           | [ * 4 ]  |
| 1994年（平成06年） |                    | 17,384           | [ * 5 ]  |
| 1995年（平成07年） |                    | 16,926           | [ * 6 ]  |
| 1996年（平成08年） |                    | 16,512           | [ * 7 ]  |
| 1997年（平成09年） |                    | 15,674           | [ * 8 ]  |
| 1998年（平成10年） |                    | 14,803           | [ * 9 ]  |
| 1999年（平成11年） |                    | 14,402           | [ * 10 ] |
| 2000年（平成12年） |                    | 14,036           | [ * 11 ] |
| 2001年（平成13年） |                    | 13,715           | [ * 12 ] |
| 2002年（平成14年） | 26,482             | 13,192           | [ * 13 ] |
| 2003年（平成15年） | 26,206             | 13,025           | [ * 14 ] |
| 2004年（平成16年） | 25,379             | 12,808           | [ * 15 ] |
| 2005年（平成17年） | 25,079             | 12,644           | [ * 16 ] |
| 2006年（平成18年） | 24,543             | 12,340           | [ * 17 ] |
| 2007年（平成19年） | 24,484             | 12,260           | [ * 18 ] |
| 2008年（平成20年） | 24,613             | 12,318           | [ * 19 ] |
| 2009年（平成21年） | 24,743             | 12,378           | [ * 20 ] |
| 2010年（平成22年） | 24,318             | 12,252           | [ * 21 ] |
| 2011年（平成23年） | 23,437             | 11,858           | [ * 22 ] |
| 2012年（平成24年） | 23,735             | 11,975           | [ * 23 ] |
| 2013年（平成25年） | 24,474             | 12,330           | [ * 24 ] |
| 2014年（平成26年） | 24,275             | 12,224           | [ * 25 ] |
| 2015年（平成27年） | 24,877             | 12,523           | [ * 26 ] |
| 2016年（平成28年） | 25,442             |                  |          |

## 車站周邊

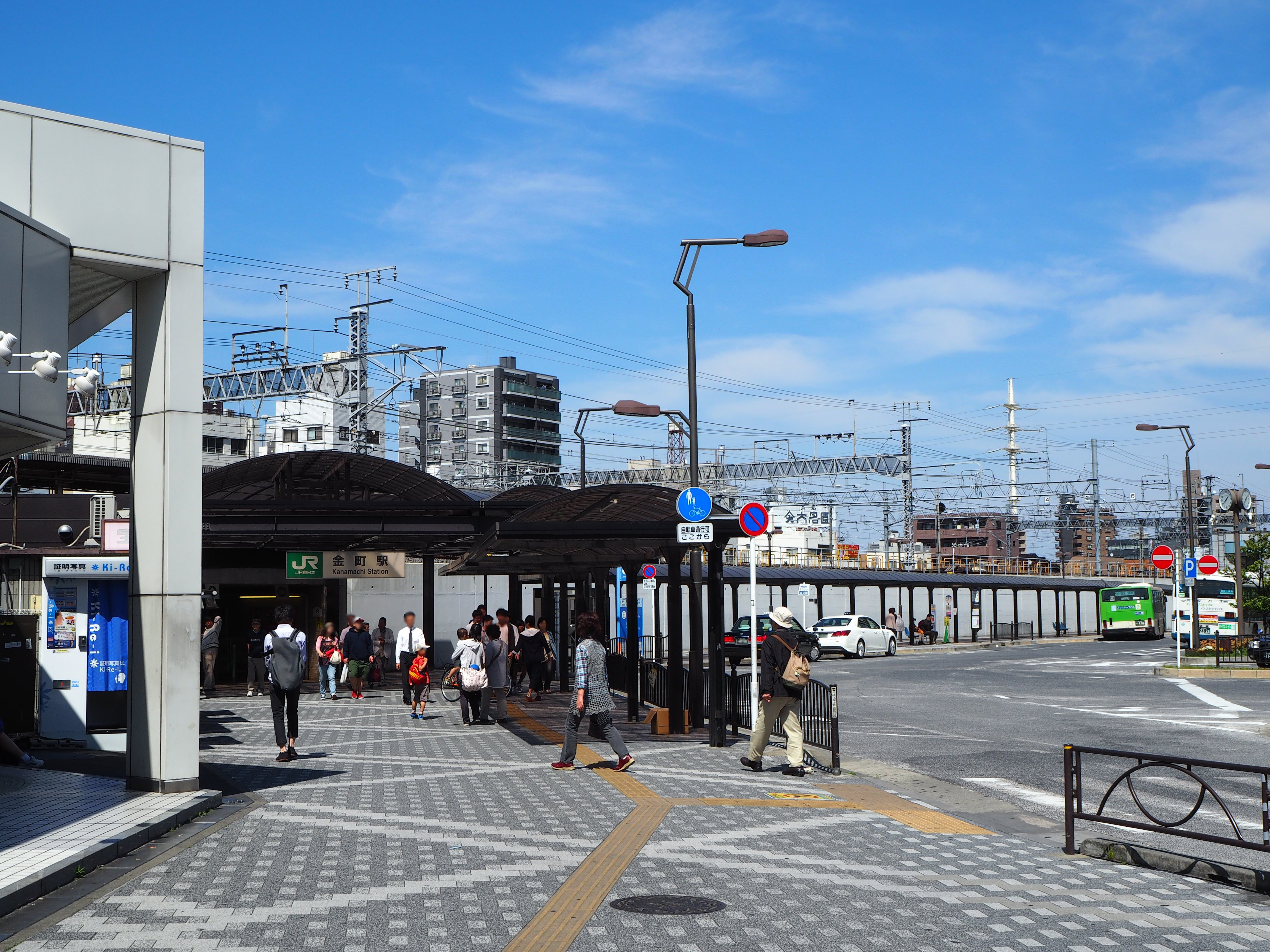
面向廣場的JR金町站南口（2015年5月）

- 東日本旅客鐵道（JR東日本）常磐線（各站停車）金町站
- 東京理科大學葛飾校區
- 葛飾區立中央圖書館（日语：葛飾区立図書館）
- 金町郵便局
- 興產信用金庫（日语：興産信用金庫）金町支店
- 千葉銀行金町支店
- 東京東信用金庫（日语：東京東信用金庫）金町支店
- 東急store（日语：東急ストア）金町Tokyu
- 伊藤洋華堂金町店
- 國道6號（水戶街道）
- 金町淨水場（日语：金町浄水場）
- 水元公園（東京23區內面積最大的公園）
- 江戶川

## 相鄰車站
京成電鐵
 金町線
柴又（KS50）－京成金町（KS51）

## 外部連結
- 京成金町｜電車與車站資訊｜京成電鐵
- 京成金町站PDF - 京成電鐵